# Mammillaria duoformis
Mammillaria duoformis ist eine Pflanzenart aus der Gattung Mammillaria in der Familie der Kakteengewächse (Cactaceae). Das Artepitheton duoformis bedeutet ‚zweigestaltig‘.

## Beschreibung
Mammillaria duoformis wächst meistens gruppenbildend. Die Triebe sind zylindrisch geformt. Sie werden bis zu 9 Zentimeter hoch und 3 bis 4 Zentimeter im Durchmesser groß. Die Warzen führen keinen Milchsaft. Im Körper ist dagegen Milchsaft vorhanden. Die Axillen sind mit Borsten besetzt. Die 4 Mitteldornen sind rosaockerlich an der Basis, darüber schwärzlich braun. Sie werden 1 bis 1,2 Zentimeter lang, der unterste ist gerade oder gehakt und etwas länger. Die 18 bis 20 Randdornen sind schlank, nadelig, gerade, in Spitzennähe kalkig-weiß bis hellgelb, darunter orangebraun. Sie sind 0,5 bis 0,7 Zentimeter lang.
Die leuchtenden, scharlachroten Blüten sind bis zu 1,5 Zentimeter lang und bis zu 1,2 Zentimeter im Durchmesser groß. Die hell bräunlichrosa farbenen Früchte enthalten braune Samen.

## Verbreitung, Systematik und Gefährdung
Mammillaria duoformis ist in  mexikanischen Bundesstaaten Morelos, Oaxaca und Puebla verbreitet.
Die Erstbeschreibung erfolgte 1948 durch Robert T. Craig und Elmer Yale Dawson.
In der Roten Liste gefährdeter Arten der IUCN wird die Art als „Data Deficient (DD)“, d. h. mit keinen ausreichenden Daten geführt.

## Nachweise